# Neuschirgiswalde
Neuschirgiswalde (hornolužickosrbsky Nowe Šěrachow) je vesnice, místní část města Schirgiswalde-Kirschau v Horní Lužici v německé spolkové zemi Sasko. Nachází se v zemském okrese Budyšín a má 109 obyvatel.

## Geografie
Neuschirgiswalde leží východně od Schirgiswalde ve Šluknovské pahorkatině. Vsí protéká potok Pilkebach, západním směrem pramení potok Waldwasser. Nejvyšším bodem je Weifaer Höhe (504 m). Do Neuschirgiswalde nevede železnice.

## Historie
Ves byla založena roku 1660 jako lesní lánová ves. Roku 1930 se stala součástí města Schirgiswalde, od roku 2011 patří k městu Schirgiswalde-Kirschau.